# مایکل کلارک دانکن
مایکل کلارک دانکن (به انگلیسی: Michael Clarke Duncan) (زاده ۱۰ دسامبر ۱۹۵۷ در شیکاگو – درگذشته ۳ سپتامبر ۲۰۱۲ در لس آنجلس) بازیگر آمریکایی بود.
وی بیشتر به خاطر حضور در فیلم بی‌باک و بازی در نقش جان کافی، در فیلم مسیر سبز شناخته می‌شود.

## زندگی
مایکل کلارک دانکن در ۱۰ دسامبر ۱۹۵۷ در شیکاگو در ایالت ایلینوی ایالات متحده زاده شد. دانکن با بروس ویلیس در فیلم‌های آرماگدون، سیاره میمونها و شهر گناه ، همبازی بود. دانکن که ۱۹۶ سانتیمتر قد داشت به دلیل جثه درشت و خصوصیات ویژه فیزیکی ایفاگر نقش‌های مختلفی در هالیوود بود.
فرانک دارابانت کارگردان فیلم «مسیر سبز» دربارهٔ دانکن گفت: «او یکی از بهترین انسانهایی بود که من با آنها کار کرده بودم.» او پیش از بازیگری، محافظ بازیگرانی چون ویل اسمیت و جیمی فاکس بود. وی در ژوئیه ۲۰۱۲ دچار حمله قلبی شد و سرانجام در ۳ سپتامبر ۲۰۱۲ در ۵۴ سالگی به علت عوارض ناشی از حمله قلبی در بیمارستانی در لس آنجلس درگذشت.
«مسیر سبز» فیلمی به کارگردانی فرانک دارابانت بر اساس نوشته‌ای از استیون کینگ بود. تام هنکس با بیان اینکه از شنیدن خبر مرگ این بازیگر به شدت غمگین شده‌است گفت: «او گنجی بود که در فیلم مسیر سبز کشف کردیم.» بروس ویلیس با معرفی آقای دانکن برای بازی در فیلم «مسیر سبز»، به موفقیت او کمک زیادی کرده بود. دارابانت با انتشار بیانیه‌ای گفت: «مایکل الگوی نجابت، صداقت و محبت بود و از خبر شنیدن مرگ او دچار غم و اندوهی شده‌ام که غیرقابل بیان است.» دانکن در سال ۱۹۹۹ برای بازی در نقش «جان کافی» در کنار تام هنکس در فیلم مسیر سبز نامزد دریافت جایزه اسکار بهترین بازیگر نقش مکمل مرد شده بود.

## مرگ

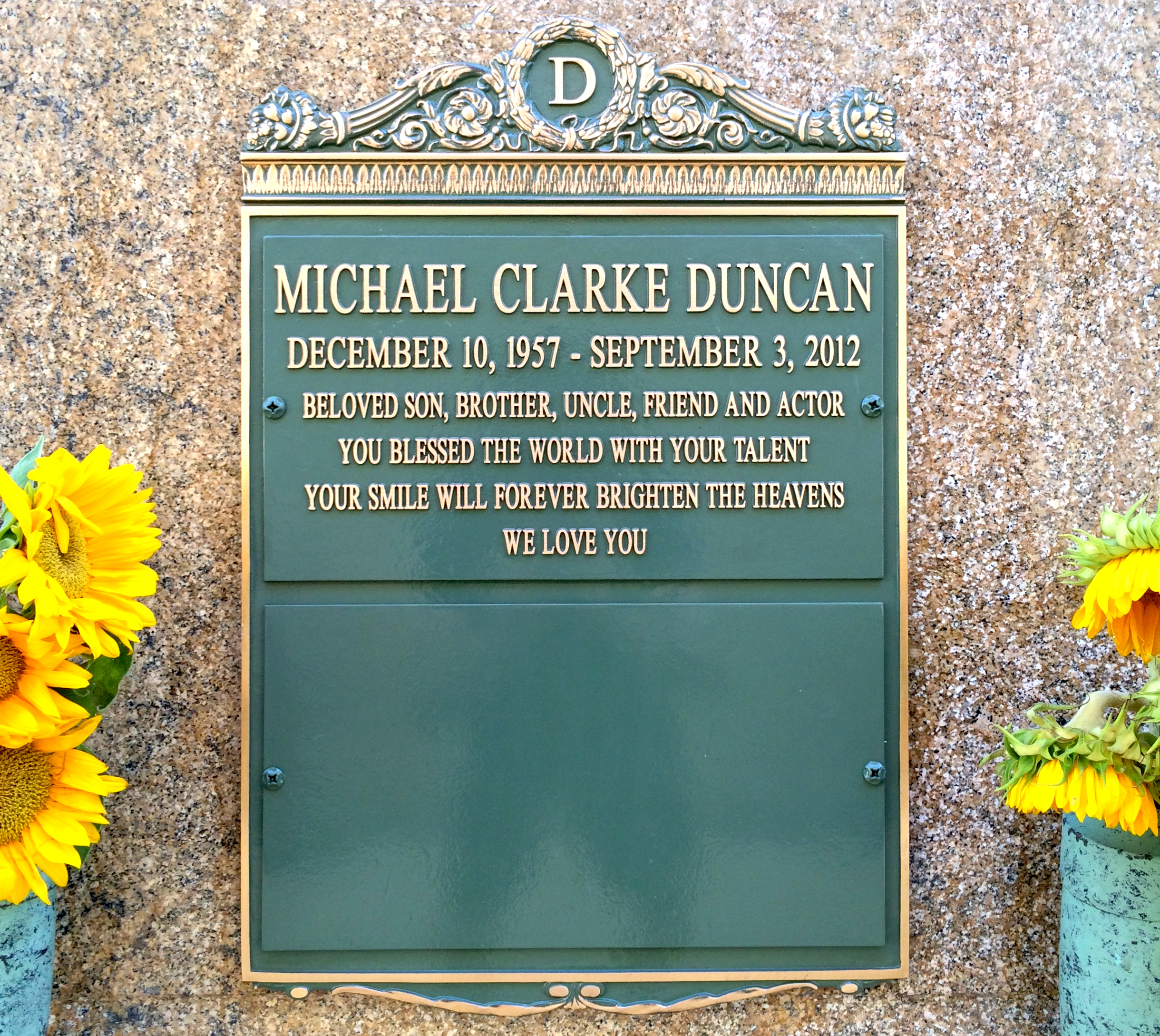
مقبره مایکل کلارک دانکن در هالیوود هیلز

در ۱۳ ژوئیه ۲۰۱۲، بعد از یک حمله قلبی، دانکن در بیمارستان بستری شد. رسانه‌ها اعلام کردند که دوست دختر او، اوماروسا قبلاً سعی کرده بود تا جان او را با استفاده از روش احیای قلبی ریوی نجات دهد. در ۶ اوت، سخنگوی دانکن، جوی فهیلی، بیانیه ای منتشر کرد که در آن نوشته بود، او به بخش مراقبت‌های ویژه منتقل شده ولی هنوز باید در بیمارستان بستری بماند. در ۳ سپتامبر، دانکن در لس آنجلس درگذشت. مراسم یادبود او برای مدتی دیرتر برنامه‌ریزی شد. بیانیه منتشر شده، همچنین برای نخستین بار، نامزد بودن دانکن با اوماروسا را اعلام کرد.

## فیلم‌شناسی
فهرست برخی از فیلم‌هایی که مایکل کلارک دانکن در آن‌ها به ایفای نقش پرداخته‌است:
- جمعه (۱۹۹۵)
- بول‌ورث (۱۹۹۸)
- آرماگدون (۱۹۹۸)
- شبی در راکسبری (۱۹۹۸)
- صبحانه قهرمانان (۱۹۹۹)
- مسیر سبز (۱۹۹۹)
- همه نه یارد (۲۰۰۰)
- گربه‌ها و سگ‌ها (۲۰۰۱)
- سیاره میمون‌ها (۲۰۰۱)
- پادشاه عقرب (۲۰۰۲)
- بی‌باک (۲۰۰۳)
- جرج جنگل ۲ (۲۰۰۳)
- برادر خرس (۲۰۰۳)
- دی.ئی.بی.اس. (۲۰۰۴)
- جرج و اژدها (۲۰۰۴)
- شهر گناه (۲۰۰۵)
- جزیره (۲۰۰۵)
- استووی گریفن: داستان ناگفته (۲۰۰۵)
- گورخر مسابقه (۲۰۰۵)
- سرزمین قبل از تاریخ ۱۱: حمله تاینی‌سوروس‌ها (۲۰۰۵)
- شب‌های تالادگا (۲۰۰۶)
- برادر خرس ۲ (۲۰۰۶)
- مدرسه‌ای برای مزدوران (۲۰۰۶)
- آخرین میمزی (۲۰۰۷)
- جریان پس‌رو (۲۰۰۷)
- پاندای کونگ‌فوکار (۲۰۰۸)
- دلگو (۲۰۰۸)-صداپیشه
- والاحضرت (۲۰۰۹)
- مبارزان خیابانی: افسانه چون-لی (۲۰۰۹)
- گربه‌ها و سگ‌ها: انتقام از کیتی گالور (۲۰۱۰)
- صلیب (۲۰۱۱)
- گرین لانترن (۲۰۱۱)
- رستاخیز (۲۰۱۳)

## تلویزیون
- جسور و زیبا (۱۹۹۵)
- متأهل… بچه‌دار (۱۹۹۵)
- آرلیس (۱۹۹۸)
- پادشاه تپه (۲۰۰۲)
- ماجراجویی‌های جیمی نوترون: پسر نابغه (۲۰۰۵;۲۰۰۳)
- والدین نسبتاً عجیب و غریب (۲۰۰۴)
- جرج لوپز (۲۰۰۴)
- سی‌اس‌آی: نیویورک (۲۰۰۵)
- مرد خانواده (۲۰۱۲;۲۰۰۷–۲۰۰۶)
- دو مرد و نصفی (۲۰۰۹–۲۰۰۸)
- زندگی سوئیت زاک و کودی (۲۰۰۸)
- چاک (۲۰۰۸)
- استخوان‌ها (۲۰۱۱)

## بازی ویدئویی
- نبرد سینت‌ها (۲۰۰۶)
- خدای جنگ ۲ (۲۰۰۷)